# Jan Hendrik Heinzmann
Jan Hendrik Heinzmann (* 24. Januar 1973 in Berlin-Charlottenburg) ist ein deutscher Schauspieler.

## Leben
Jan Hendrik Heinzmann wuchs in Berlin-Schöneberg auf. In den 1990er-Jahren wurde er durch Serien wie Die Schule am See oder Die Kinder vom Alstertal bekannt. Mitte der 1990er-Jahre zog er nach Hamburg und lebt seit dem Jahr 2000 im Wendland. Zuletzt war er in der ARD-Reihe Alina im deutschen Fernsehen zu sehen.

## Filmografie (Auswahl)
- 1993: Clara – Weihnachtsserie ZDF – Rolle: Rüdiger (4 Folgen)
- 1993: Freunde fürs Leben – ZDF – Rolle: Tierpfleger (1 Folge)
- 1995/1996: Aus Heiterem Himmel – ARD – Rolle: Frank Schäfer (2 Folgen)
- 1996–1997: Die Schule am See – ARD – Rolle: Eric Weidner (1. Staffel, 18 Folgen)
- 1999–2004: Die Kinder vom Alstertal – ARD – Rolle: Malte Minners (31 Folgen)
- 2000: Bei aller Liebe – ARD – Gastrolle (1 Folge)
- 2000/2001: Alles Atze – RTL – Rolle: Gisbert Fronnek (2 Folgen)
- 2001: Hallo Robbie – ZDF – Rolle: Ben Strüwe (1 Folge)
- 2001: Ritas Welt – RTL – Gastrolle (1 Folge)
- 2001: Nikola – RTL – Rolle: Standesbeamter (1 Folge)
- 2003: Märzfieber – Kino (D/U) – Rolle: PK Sandhagen
- 2005: Alina – ARD-Vierteiler – Rolle: Joris de Fries
- 2005 Alinas Traum – ARD-Film – Rolle: Joris de Fries